# The Virus
The Virus är ett amerikanskt hardcore-/punkband från Philadelphia. Några av deras låtar är I Believe in Anarchy, Pull My Strings och Rats in the City. Den före detta sångaren heter Mike Virus och spelade i Cheap Sex fram till 2007. I dagsläget sjunger Paul Sorrels.

## Historia
Bandet skapades i februari 1998 och har spelat från och till sedan dess. De har släppt två EP, ett samlingsalbum och tre album varav det senaste 2017. 1999 spelades deras första EP, Global Crisis in. Detta ledde till att de fick mer och mer spelningar runt USA:s östkust  och att de så småningom spelade in sitt första album Still Fighting For A Future.
År 2000 spelade bandet på festivaler med bland annat band som The Casualties, The Exploited, UK Subs, m.fl.
2001 släpptes samlingsalbumet Singles & Rarities. Det innehöll återinspelade äldre låtar och en del liveinpelningar.

## Medlemmar
Nuvarande medlemmar
- Paul Sorrels - basgitarr, sång (1998 - 2003, 2013 - idag)
- Josh Howard - basgitarr, rytmgitarr (2000 - 2003, 2013 - idag)
- Zach Kolodziejski - sologitarr (2014 - idag)
- Fat Dave - rytmgitarr (1998 - 2002, 2013 - idag)
- Tyler Capone - trummor (2015 - idag)

Tidigare medlemmar
- Mike Virus - sång (1998 - 2000)
- Geoff - basgitarr (1998)
- Mark Liberty - basgitarr (1998)
- Tim - basgitarr (2000)
- Drew - basgitarr (2002 - 2004)
- Jasper - sång (2003 - 2004)
- Chris Expulsion - sologitarr (1998 - 1999)
- Mike Authority - sologitarr (1999 - 2004, 2013 - 2014)
- Jarrod - trummor (1998 - 2004)
- Jon Emmanuel (2004, 2013-2015)

## Diskografi
Studioalbum
- 2000 - Still Fighting for a Future
- 2002 - Nowhere to Hide
- 2017 - System Failure

EP
- 1998 - We Are Not The Innocent / We Are Not The Guilty (The Manix / The Virus)
- 1999 - Global Crisis
- 2003 - Benefits of War

Samlingsalbum
- 2001 - Singles and Rarities
- 2001 - Split (delad album The Virus / Septic Tank)